# Reuth bei Erbendorf
Reuth bei Erbendorf è un comune tedesco di 1 220 abitanti, situato nel land della Baviera.